# روبرت براونلي كوري
روبرت براونلي كوري هو سياسي أمريكي، ولد في 1774، وتوفي في 8 ديسمبر 1848. انتخب Mayor of Nashville ‏.